# Universidade Bifröst
A Universidade Bifröst (em islandês:  Háskólinn á Bifröst  PRONÚNCIA) é uma instituição de ensino superior privada da Islândia. Está situada na pequena aldeia de Bifröst, pertencente à comuna de Borgarbyggð e localizada a cerca de 30 km a nordeste da cidade de Borgarnes. Foi fundada originalmente como uma escola de negócios, em 1918.

## Departamentos
A Universidade Bifröst é constituída por 3 departamentos académicos:

- Departamento de Negócios
- Departamento de Direito
- Departamento de Ciências Sociais